# Immanuel Faisst
Immanuel Gottlob Friedrich Faisst (ur. 13 października 1823 w Esslingen am Neckar, zm. 5 czerwca 1894 w Stuttgarcie) – niemiecki kompozytor, pianista, organista, dyrygent chóralny i pedagog.

## Życiorys
Początkowo studiował teologię w Schönthal (1836–1840) i Tybindze (1840–1844). Zachęcony przez Felixa Mendelssohna, któremu pokazał swoje kompozycje, zdecydował się poświęcić muzyce. Kształcił się w Berlinie u Siegfrieda Dehna i Augusta Haupta. W 1846 roku osiadł w Stuttgarcie, gdzie uczył gry na fortepianie i organach. Był też organizatorem życia muzycznego, założył Verein für klassische Kirchenmusik (1847) i Schwäbischer Sängerbund (1849), a w 1857 roku wspólnie z Sigmundem Lebertem powołał do życia konserwatorium w Stuttgarcie, którym od 1859 roku kierował. W 1865 roku objął posadę organisty i kierownika chóru w stuttgarckim Stiftskirche. W 1849 roku otrzymał tytuł doktora honoris causa Uniwersytetu w Tybindze.
Komponował pieśni solowe i chóralne oraz utwory organowe, był też autorem licznych prac dydaktycznych.